# Самир Зауи
Самѝр Зауѝ (на френски: Samir Zaoui; на арабски: سمير زاوي) е алжирски футболист роден на 6 юни 1976 година. От 2000 г. е играч на АСО Шлеф. През 2004 г. играе за алжирския национален отбор при участието му в Купата на африканските нации.